# Anthurium erythrostachyum
Anthurium erythrostachyum är en kallaväxtart som beskrevs av Thomas Bernard Croat. Anthurium erythrostachyum ingår i släktet Anthurium och familjen kallaväxter. Inga underarter finns listade.